# Soltvadkert
Soltvadkert (en alemán: Wadkert; en croata: Vakier; en yidis: וואדקערט), anteriormente conocida como Vadkert, es una ciudad del condado de Bács-Kiskun, Hungría, con aproximadamente 8 000 habitantes. Está rodeada por varias zonas del Parque Nacional Kiskunság y el lago Vadkert.

## Historia
El nombre Vadkert hacía referencia a la activa fauna de la región en Hungría. Fundada en 1376, la ciudad cambió su nombre a Soltvadkert en 1900. Mientras Hungría estaba ocupada por el ejército turco, Soltvadkert perdió gran parte de su población. A principios de la década de 1740, el barón Orczy trasladó colonos alemanes a Soltvadkert.
La ciudad se ha convertido rápidamente en el principal centro turístico del condado. El lago Vadkert (también llamado Büdös-tó), situado cerca de Soltvadkert, atrae a una gran cantidad de turistas cada año de toda Europa.
Soltvadkert es conocida en Europa principalmente por su producción vinícola, con siglos de historia. Su pasado, presente y futuro multiculturales dependen principalmente de la industria vitivinícola.
Según el censo de 1910, Soltvadkert contaba con 7 836 habitantes. La composición religiosa del pueblo era la siguiente:
- Católicos romanos: 3 176 personas (41%)
- Luteranos: 2 983 personas (38%)
- Calvinistas: 1 220 personas (16%)
- Judíos: 312 personas (4%)
- Otra denominación: 145 personas (2%)

### Historia judía
Soltvadkert albergaba una próspera comunidad judía ortodoxa, con aproximadamente 400 miembros antes de la Segunda Guerra Mundial. La comunidad contaba con una sinagoga ubicada en la calle principal, un jéder con un melamed y unos 60 estudiantes, y una yeshivá con entre 20 y 25 estudiantes, más grande que la yeshivá de Kiskőrös. Desde 1905, el Vodkerter Rav (rabino de la ciudad) fue el rabino Yeshaya Pollak (1871-1941), hijo del rabino Baruch Pollak y Perl Rivka Pollak (de soltera Grünfeld).
El rabino Yeshaya Pollak nació en Senta y estudió la Torá con el rabino Yeshaya Zilberstein (fallecido en 1930), rabino principal y rosh yeshivá de Vietzen y el Shevet Sofer. También fue yerno del rabino Yehuda Grünfeld, rabino de Bűdszentmihály. Escribió y publicó múltiples libros de destacados eruditos de la Torá de diversas épocas, con sus comentarios. Tras su fallecimiento, su hijo, el rabino Moshe Mordechai Pollak (1900-1949), se convirtió en el rabino de la ciudad. El yerno del rabino Moshe Mordechai Pollak, el rabino Asher Anshel Katz, es el rabino y rosh yeshivá de la comunidad Vien en Brooklyn.
En 1935, el antisemitismo ya estaba presente en Soltvadkert. Según József Faludi, estudiante de la yeshivá de Soltvadkert, las peleas eran frecuentes. Los niños cristianos esperaban a los estudiantes judíos después de clase y les lanzaban piedras. A finales de mayo de 1944, los judíos de Soltvadkert se concentraron en el gueto situado junto a la plaza del mercado, con 308 judíos de Soltvadkert, según la proclamación del juez principal del distrito de Kiskőrös del 23 de mayo de 1944. El juez principal ordenó a la comunidad judía formar un Judenrat (Consejo Judío) compuesto por tres personas y permitió que solo dos personas salieran del gueto, y solo dos horas al día, para comprar comida para los residentes. En junio de 1944, el gueto fue liquidado y los judíos fueron obligados a marchar 26 kilómetros hasta una fábrica de sulfuro de cobre cerca de Kecskemét, desde donde fueron deportados a Auschwitz. A su llegada, Isabella Bernath, residente de Soltvadkert, fue separada de su madre y hermana por Josef Mengele.
Tras la guerra, Soltvadkert se convirtió en la sede de la última yeshivá activa de Hungría bajo el liderazgo del rabino Simon Yechezkel Jakobovics (1902-1983), con unos 50 estudiantes. Entre ellos se encontraba el rabino Yitzchak Schlesinger (fallecido en 2001), quien se convirtió en un defensor de la preservación de los cementerios judíos en Hungría con la bendición del Beraj Moshe, el Rebe de Satmar. La yeshivá cerró sus puertas en 1956 cuando los estudiantes y rabinos emigraron al extranjero. Hoy en día, el cementerio judío sigue siendo la única señal de que alguna vez vivieron judíos en Soltvadkert, que también es el lugar de descanso de los rabinos Yeshaya y Moshe Mordechai Pollak.

## Geografía y medio ambiente
El pueblo de Selymes situado al sur de la ciudad hacia Kiskunhalas es administrativamente parte de Soltvadkert.

## Demografía
En 2022, la población de la ciudad era 91% húngara, 1,6% alemana, 1,7% gitana y 2,1% de origen no europeo. La población era 29,5% católica, 20,3% luterana y 9,5% reformada.

## Economía
Soltvadkert es el centro de una de las regiones vinícolas más grandes de Hungría. Se cultivan uvas en más de 8 000 hectáreas de la zona. Soltvadkert es el hogar de una gran variedad de uvas. La ciudad produce anualmente entre 250 000 y 300 000 hectáreas de vino.

## Educación
Soltvadkert alberga la escuela primaria y secundaria Lajos Kossuth (en húngaro: Kossuth Lajos Általános és Művészeti Alapiskola), pero no tiene escuelas secundarias.

## Religión
Soltvadkert es una de las pocas ciudades húngaras que cuenta con una iglesia luterana en su centro. Esto se debe al gran número de inmigrantes alemanes que la construyeron en el siglo XVIII. Sin embargo, la libertad de religión estaba prohibida, y el arzobispo católico romano y sus sirvientes de Kalocsa la destruyeron en repetidas ocasiones. En 1837 se construyó una nueva iglesia luterana, que aún se conserva en muy buen estado. A lo largo de los siglos, se construyeron escuelas y otros edificios eclesiásticos a su alrededor. Actualmente, la iglesia cuenta con tres campanas en funcionamiento. En su interior se encuentra un órgano histórico Rieger, instalado en 1908. En un lateral del muro de la iglesia hay un letrero en alemán que dice: «Dies ist der Denckstein der evangelica Kirche in Vadkert» (Esta es la piedra angular de la iglesia luterana de Vadkert). Incluso tras más de 40 años de persecución, la comunidad luterana sigue activa en Soltvadkert.
La Iglesia Católica Romana ha estado representada en Soltvadkert desde 1737. Actualmente es la denominación cristiana más grande de la ciudad en términos de población. La primera iglesia fue construida en el siglo XVIII para el barón Lőrinc Orczy. Desde 1908, también se utiliza una iglesia más grande.
En 1722, siete familias calvinistas se mudaron a Vadkert desde Alemania. Otras familias las siguieron en la década de 1740. Tras años de persecución religiosa, finalmente se les permitió construir una iglesia, que se terminó el 26 de septiembre de 1794.
La misión bautista comenzó en 1891 en Soltvadkert. En el año 2000, contaba con más de 200 seguidores.
La historia de la iglesia pentecostal en Soltvadkert se remonta a 1935. El movimiento pentecostal, que comenzó en 1900 en Estados Unidos, llegó a Soltvadkert después de la Primera Guerra Mundial.

## Turismo
Soltvadkert es una de las ciudades más visitadas de Hungría. El centro de la ciudad cuenta con numerosas tiendas especializadas y restaurantes que ofrecen comida exquisita. El centro alberga una confitería y cafetería de renombre nacional, famosa por albergar el concurso "Pastel Nacional del Año", que se celebra cada año el 20 de agosto, el Día del Rey de Hungría. Soltvadkert también cuenta con varios programas comunitarios cada mes y acoge conciertos y festivales en verano.
El cercano lago Vadkert es visitado por un gran número de personas a lo largo de todo el año.

## Deportes
El Vadkert FC es un equipo de fútbol profesional de Soltvadkert. Es muy conocido en la región y sus partidos atraen a muchos aficionados.

## Ciudades hermanadas
- Bodelshausen, Alemania
- Sărmășag, Rumania